# Voivodato di Inowrocław
Il voivodato di Inowrocław (in polacco Województwo inowrocławskie) è stata un'unità di divisione amministrativa e governo locale della Polonia dal XIV secolo fino alla prima spartizione della polonia del 1772. Il voivodati faceva parte della regione della Cuiavia e della provincia della Grande Polonia.
La sede del governo era:
- Inowrocław

Le sedi del consiglio regionale erano:
- Lipno
- Rypin

## Geografia antropica

### Suddivisioni amministrative
- Distretto di Inowrocław
- Terra di Dobrzyń

Altre città
- Bydgoszcz

## Voivodati confinanti
- Voivodato della Pomerania
- Voivodato di Chełmno
- Voivodato di Płock
- Voivodato di Brześć Kujawski
- Voivodato di Kalisz
- Voivodato di Gniezno (dal 1768)